# Rež (città)
Rež è una città della Russia nell'Oblast' di Sverdlovsk, situata sul fiume omonimo, 83 km a nord-est del capoluogo Ekaterinburg; dal punto di vista amministrativo, dipende direttamente dall'oblast' ed è capoluogo del Reževskij rajon.

## Società

### Evoluzione demografica
Fonte: mojgorod.ru
- 1959: 21.300
- 1979: 37.900
- 1989: 43.400
- 2007: 39.100